# JSTQB認定テスト技術者資格
JSTQB認定テスト技術者資格（JSTQBにんていテストぎじゅつしゃしかく）は、JSTQB (Japan Software Testing Qualifications Board)が運営するソフトウェアテスト技術者のスキルを認定する資格である。ISTQB（国際ソフトウェアテスト資格認定委員会） を通じて、世界各国のテスト技術者資格と相互認証を行っている。

## 概要
JSTQB認定テスト技術者資格は、キャリアの出発点となる「Foundation Level」、高度な専門職を対象とする「Advanced Level」、そして特定の技術領域や産業に特化した「Specialist Level」の3種類で構成されている。JSTQB認定テスト技術者資格は、ソフトウェア品質管理という専門分野への知識・経験を証明するものである。

### Foundation Level (FL)
Foundation Level（FL）は、JSTQB認定フレームワークの土台であり、ソフトウェアテストの世界で最も広く認知されている資格である。その目的は、ソフトウェアテストの基本的な考え方、プロセス、用語、そして主要なテスト技法について、網羅的かつ体系的な知識を提供することにある。対象者はテストエンジニアに限定されず、開発者、品質管理者、プロジェクトマネージャーなど。
シラバスは、「テストの基礎」「ソフトウェア開発ライフサイクル全体を通してのテスト」「静的テスト」「テスト技法」「テストマネジメント」「テスト支援ツール」といった章で構成されている。
2024年11月からは、最新版である「Version 2023V4.0」が試験に適用される。合格率は60%から70%前後で推移しており、求められる知識レベルは、用語や概念を記憶する「K1レベル」、内容を理解し説明できる「K2レベル」が中心で、一部、技法を適用できる「K3レベル」が含まれる。

### Advanced Level (AL)
Advanced Level（AL）は、FLで得た基礎知識を土台とし、経験豊富なプロフェッショナルが特定の役割における高度な専門性を証明するための上級資格である。FLが「知識の記憶・理解（K1/K2）」を主眼とするのに対し、ALではその知識を具体的な状況に「適用（K3）」し、問題を「分析（K4）」する能力が問われる。このため平均合格率は20%前後と低い。ALを受験するためには、有効なFL認定を保有していることが必須条件となる。ALは、以下の3つの専門分野に分かれている。

#### Advanced Level Test Manager (ALTM)
テストマネージャー（TM）は、テスト活動の戦略家であり、プロジェクトの成功に責任を負うリーダー向けの資格である。テスト計画、リスクベースの戦略策定、工数見積もり、進捗モニタリング、欠陥管理、テストプロセスの改善といった管理職に求められる広範なスキルをカバーする。TMは、FL認定に加えて「3年以上の実務経験」が受験条件として課されており、事前に「経歴審査申請」が必要である。

#### Advanced Level Test Analyst (ALTA)
テストアナリスト（TA）は、テストの分析・設計における高度な専門家向けの資格である。特に、ビジネス要件やユーザーの視点から「プロダクトが何をすべきか」をテストすることに重点を置く。シラバスでは、同値分割法や境界値分析といったブラックボックステスト技法の高度な適用や、ユーザビリティ、アクセシビリティといった品質特性のテストが中心となる。TAは、シニアテストエンジニアやビジネスアナリストにとって最適な資格である。受験にはFL認定が必要だが、TMのような年数の実務経験要件はない。

#### Advanced Level Technical Test Analyst (ALTTA)
テクニカルテストアナリスト（TTA）は、システムの技術的な側面に深く切り込む専門家向けの資格である。TTAは「プロダクトがどのように機能しているか」という内部構造の品質をテストすることに重点を置く。シラバスの中心は、ステートメントカバレッジ等のホワイトボックステスト技法、静的・動的解析、そして性能、信頼性、セキュリティといった非機能要件のテストである。TTAは、品質に責任を持つ開発者や、テクニカルテスターにとって理想的な資格と言える。2024年8月には新しいシラバスv4.0の日本語版が公開されている。

### Specialist Level
Specialist Levelは、特定の産業分野や技術ドメインにおける深い知識とスキルを認定するために設けられた資格群である。これらの資格は、FLを基盤としつつ、各分野で要求される固有の標準、プロセス、ツールに関する高度な専門性を証明する。主なSpecialist資格には以下のようなものがある。
- 自動車ソフトウェアテスト担当者 (Automotive Software Tester): Automotive SPICE (ASPICE)やISO 26262といった業界標準など、自動車業界に特化した内容を扱う。
- テスト自動化エンジニア (Test Automation Engineer - TAE): テスト自動化ソリューションのアーキテクチャ設計、開発、保守に関する専門知識を問う。
- AIテスティング (AI Testing): 機械学習モデルの品質特性（公平性、説明可能性など）、データ品質の検証といった、AI固有の課題に対応する。
- その他: ゲームテスト、モバイルアプリケーションテスト、パフォーマンステストなど、多様な専門分野の資格が提供されている。

## 試験概要
- 試験形式 - 全ての試験は、全国に設置されたピアソンVUEのテストセンターで受験するCBT（Computer-Based Testing）方式を基本としている[16]。これにより、受験者は自身の都合に合わせて柔軟に日時を予約することが可能である。ピアソンVUEのウェブサイトでは、CBTの操作に慣れるためのデモも提供されている[17]。
- 受験料 - レベルや種類に関わらず、全試験共通で22,000円（税込）に設定されている。
- 合格基準 - 全ての試験において、ISTQBの規定に基づき、正答率65%以上が合格ラインとなる[18]。
- 問題形式 - 問題はすべて、複数の選択肢から正解を選ぶ多肢選択式である[19]。
- 過去問題の開示 -  試験問題の公平性を保つため、過去に出題された問題は一切公開されない[20]。
- 資格の有効性 - JSTQB認定資格には有効期限がなく、更新の必要もない[21]。